# Fenylměď
Fenylměď je organická sloučenina mědi se vzorcem C6H5Cu.

## Příprava
Fenylměď byla, jako první organoměďná sloučenina, připravena v roce 1923 z fenylmagnesiumjodidu a jodidu měďného; v roce 1936 ji Henry Gilman získal transmetalační reakcí fenylmagnesiumjodidu s chloridem měďným.
Další možnost představuje reakce fenyllithia s bromidem měďným v diethyletheru.
{\displaystyle \mathrm {C_{6}H_{5}Li+CuBr\longrightarrow C_{6}H_{5}Cu+LiBr} }

## Vlastnosti
Fenylměď je bezbarvá pevná látka, rozpustná v pyridinu. Lze ji skladovat po několik dnů v dusíkové atmosféře; na vzduchu se rychle rozkládá. S vodou reaguje za vzniku oxidu měďného a směsi benzenu a bifenylu. Vytváří stálé komplexy s tributylfosfinem a trifenylfosfinem.
Fenylměď rozpuštěná v dimethylsulfidu vytváří dimer a trimer.

## Podobné sloučeniny
Známe také fenylměďnanový anion, který tvoří lithnou sůl (Li+[Cu(C6H5)2]−).